# Marija Radić
Marija Radić (rodnim imenom Marie Dvořáková; Prag, 27. kolovoza 1874. – Zagreb, 17. lipnja 1954.) bila je češko-hrvatska učiteljica, knjižničarka, publicistkinja i nakladnica. Bila je istaknuta hrvatska javna radnica. Pisala je članke u glasilima Hrvatske seljačke stranke (HSS) među ostalim zalažući se za opće pravo glasa i ravnopravnost žena, a značajno je pomagala i bila suradnicom svojemu suprugu, hrvatskomu političaru i književniku Stjepanu Radiću.

## Životopis

### Austro-Ugarska
Marija Radić rodila se u Pragu 1874. godine. Učiteljsku školu polazila je u Pragu gdje ju je i završila 1894. godine. Iste godine na jednom izletu, nedaleko Praga, upoznala je svoga budućega supruga Stjepana Radića koji je u to vrijeme studirao u Pragu. Nakon učiteljske škole službovala je u više čeških mjesta. Radila je kao učiteljica u Kutnoj Hori (do rujna 1895. godine), u Metylovicama (do 1896. godine), u Táboru (do 1897. godine) i zatim u Jistebnicama (do 1898. godine). Marija i Stjepan Radić vjenčali su se 23. rujna 1898. godine u praškoj crkvi svetog Norberta (u to vrijeme zvala se Na Andělce, prema ranijoj kapelici Svete Marije Anđeoske) i imali su četvero djece: Milicu (1899. – 1946.), Miroslavu (Miru) (1901. – 1988.), Vladimira (Vlatka) (1906. – 1970.) i Branislava (Branimira, Branka) (1912. – 1983.).
Nakon vjenčanja Marija i Stjepan Radić pošli su u Krakov i Lavov s njihovim kumom, trgovcem vinom, Vjekoslavom Prpićem, pošto on nije znao poljski jezik pozvao ih je kako bi mu bili na usluzi. Nakon toga prošli su kroz Mađarsku i stigli u Hrvatsku, u Zagorje, u selo Pristavu kod Klanjca gdje je živio Stjepanov prijatelj Milan Krištof, zatim su otišli u Bjelovar kod Radićeva brata Ivana pa potom u Trebarjevo Desno, gdje su stanovali kod Stjepanove sestre Kate Jančir i ondje proveli tri mjeseca, od listopada 1898. do siječnja 1899. godine.
Početkom veljače 1899. godine Marija odlazi zajedno sa suprugom Stjepanom u Pariz gdje su živjeli pet mjeseci u oskudici a ona mu pruža podršku pri njegovome završavanju akademskoga školovanja na Slobodnoj školi političkih nauka. Danju je Stjepan bio na predavanjima a na večer do kasno u noć diktirao je svoju raspravu za diplomu, Savremena Hrvatska i južni Slaveni (La Croate actuelle et les Slaves du Sud), francuski svojoj ženi. Zatim živjeli su neko vrijeme u Pragu, gdje Stjepan surađivao s češkim listovima, a kada ga je policija protjerala iz Praga oni odlaze u Zemun, u ljeto 1900. godine, gdje je Stjepan bio balkanskim dopisnikom čeških, francuskih i ruskih listova. Od 1902. godine žive u Zagrebu.
Godine 1909., koncem siječnja, Stjepan i Marija odlaze na put u Rusiju. Išli su prvo u Prag gdje kod jedne Marijine kolegice učiteljice ostavljaju djecu na čuvanje a potom u Sankt Peterburg, gdje su išli na poziv ruskoga generala Volodimirova, koji im uzvraća gostoprimstvo pruženo kada je bio njihov gost u Zagrebu. U Sankt Peterburgu boravili su dva mjeseca a Radić je održao i jedno predavanje u Moskvi o prilikama u Hrvatskoj. Nakon toga vratili su se u Hrvatsku putem Varšave i Praga.
Godine 1911. osnovali su, u svojoj kući u Međašnjoj ulici br. 12, Stjepan i Marija Radić Slavensku knjižaru (1912. godine otvorili su još jednu u Jurišićevoj ulici br. 1), koju je velikim dijelom vodila Marija, ↓1 a gdje su se bavili i nakladništvom tiskajući više knjiga, brošura te separate iz Božićnica.

### Kraljevstvo SHS/Kraljevina SHS/Kraljevina Jugoslavija
U novoj državi Kraljevstvu SHS Stjepan Radić nastavlja politički djelovati no biva podvrgnut strogome nadzoru upravnih organa vlasti, žandarmerije, policije i vojske te je proganjan, kažnjavan, suđen i zatvaran. Prvi put u novoj državi Stjepan Radić bio je uhićen 25. ožujka 1919. godine i to po izravnom nalogu iz Beograda (a nad Marijom Radić uspostavljen je policijski nadzor te su ona i kći Mira također bile, tijekom rujna, uhićene i zadržane u zatvoru petnaestak dana kako bi se vršio pritisak na Radića). Tada su uhićeni i prvaci Hrvatske stranke prava dr. Josip Pazman i dr. Vladimir Prebeg, te bivši narodni zastupnik Dragutin Hrvoj, a uz obrazloženje tih uhićenja navedeno je: "Uapšenje je uslijedilo radi njihova djelovanja u inozemstvu, kojim se silno otešćava položaj kraljevstva SHS na mirovnoj konferenciji i teško ugrožava interes države". Bio je to jedan od prvih poteza karađorđevićevskih vlasti u svrhu onemogućivanja oporbe u novoj državi. Radić je bio uhićen iako je kao narodni zastupnik imao imunitet nepovrjedivosti. U zatvoru je bio isprva u samici (oko dva mjeseca) te je često trpio razna maltretiranja i zlostavljanja ↓2. Marija Radić uputila je početkom siječnja 1920. godine molbu banu Tomljenoviću tražeći puštanje svoga muža iz zatvora ali nije dobila nikakav odgovor, onda je 26. veljače uputila još jednu molbu novome hrvatskome banu Matku Laginji opisavši Radićev položaj u zatvoru i tražeći neka se bar to promijeni. Radić je pušten 27. veljače na intervenciju bana Matka Laginje, a protivno volji regenta Aleksandra Karađorđevića, beogradske vlade i Svetozara Pribićevića.
U srpnju 1923. godine Stjepan Radić putuje u inozemstvo kako bi upoznao svjetsku političku javnost s problemima hrvatskoga nacionalnog pitanja, očekujući potporu međunarodnih čimbenika. Krenuo je tajno iz države, 21. srpnja 1923. godine, kroz Madžarsku u Beč, a supruga Marija pridružuje mu se nešto kasnije, te su onda otputovali u London gdje se nalaze od polovice kolovoza do 22. prosinca iste godine, te se ponovno vraćaju u Beč. U Beču posjećuju ih kći Milica i još nekoliko političkih prijatelja iz Hrvatske i u Beču ostaju zajedno za Božić. Poslije se Marija kratko zadržala u Beču i otišla je za Zagreb a Stjepan krajem svibnja 1924. godine, zajedno sa sinom Vladimirom i zetom inž. Augustom Košutićem, odlazi u Moskvu, gdje je svoju stranku učlanio u Seljačku internacionalu. Na cijelom tom putu po inozemstvu nisu imali mira od jugoslavenske policije i bili su praćeni od detektiva i agenata koji su slali izvješća o Radićevim kretanjima i kontaktima.
Od 1927. godine Marija Radić bila je predsjednicom Ženskih organizacija HSS-a (od 1936. Hrvatskog srca), koje su se bavile prosvjetnim radom.
Dne 20. lipnja 1928. godine Stjepan Radić smrtno je ranjen u Beogradu u atentatu u Narodnoj skupštini, kada je radikalski zastupnik Puniša Račić pucao u prvake HSS-a, a umro je 8. kolovoza 1928. godine, od posljedica ranjavanja. Marija Radić odbila je mirovinu koju joj je ponudio kralj Aleksandar I. Karađorđević, poručujući kako ne želi mirovinu od ubojice svoga muža. U kolovozu 1928. godine dobila je od Zagrebačke oblasti mirovinu.
U studenome 1928. godine zatražila je od Lige naroda, u pismu kojega su prenijeli mnogi svjetski listovi, neka ostvari nadzor nad istragom o skupštinskome atentatu kako bi se objektivno utvrdili "svi krivci kao i intelektualni začetnici toga zločina" (navodeći i to što je i sam Stjepan Radić tražio neka istraga obuhvati i ministra dvora) i kako "sudstvo u Srbiji nije politički neovisno kao u zapadnim državama" nego je pod izravnim uplivom svake vlade.
Nakon uvođenja i za vrijeme Šestosiječanjske diktature počeo je nadzor nad skupinom istaknutih hrvatskih političara, a prvenstveno nad vodstvom HSS-a. Zagrebačka policija je, početkom travnja 1929. godine, po nalogu generala Živkovića, predsjednika vlade i kraljeva pobočnika, postrožila nadzor te je nakon samo dnevnoga praćenja uvela i 24-satni nazdor nad dr. Vladkom Mačkom, dr. Ivanom Pernarom, dr. Jurjem Krnjevićem te Marijom Radić. Marija Radić i njezina obitelj, iako je imala dosta sukoba s policijom (npr. u vrijeme obilježavanja Radićevih obljetnica i u svezi s listom Dom), bili su pošteđeni zatvora i kažnjavanja.

### Drugi svjetski rat i nakon Drugoga svjetskoga rata
Nakon što su ustaše uz pomoć fašističke Italije i nacističke Njemačke uspostavili NDH rad Hrvatske seljačke stranke bio je, 11. lipnja 1941. godine, zabranjen. Za vrijeme NDH članovi i vodstvo stranke često su bili proganjani i zatvarani a neki su i ubijeni. Slavenska knjižara u Jurišićevoj br. 1 bila je središte ilegalne djelatnosti stranke pa je Marija Radić svakodnevno bila u kontaktu sa stranačkim aktivistima.
Nakon završetka Drugoga svjetskoga rata pobjednička KPJ došla je na vlast, a Hrvatska seljačka stranka našla se podijeljena u četiri skupine. ↓3 Njihovi pokušaji djelovanja ometani su i sprječavani od vladajuće stranke te su, posve marginalizirani, krajem 1940-ih i početkom 1950-ih, prestali djelovati u zemlji. Neki članovi HSS-a u to su vrijeme završili (nakon progona i montiranih sudskih procesa) na višegodišnjim robijama. Nakon toga aktivnost HSS-a nastavila se samo u emigraciji pod vodstvom predsjednika stranke dr. Vladka Mačka a kasnije i njegovoga nasljednika, dr. Jurja Krnjevića. Marija Radić bila je sudionicom poslijeratne aktivnosti jednoga dijela HSS-a a bila je aktivna pri skupini pripadnika stranke (u dokumentima se naziva i grupom Marije Radić) koji su u odsutnosti inž. Augusta Košutića (dopredsjednika HSS-a, koji je u to vrijeme bio u zatvoru) bili okupljeni oko nje i njezine kćeri Mire Košutić (supruge inž. Augusta Košutića) koja je bila središnja osoba skupine. Njih dvije nikada prije nisu bile u stranci posebno eksponirane pa su tek, neposredno nakon Drugoga svjetskoga rata, spletom okolnosti stupile u prvi plan stranačkoga života. Slavenska knjižara bila je njihovo glavno okupljalište. Aktivnosti kojima se skupina bavila, iskazujući oporbene stavove spram vlasti, bile su i tiskanje letaka, kao što je npr. bio ilegalni bilten Slobodni glas, koji se tiskao početkom rujna 1945. godine.
Iz knjige Hrvatska 1945.:

#### Narodni glas čovječnosti, pravice i slobode
Narodni glas čovječnosti, pravice i slobode bio je uz ilegalne letke, jedini izvor informacija koji nije bio pod nadzorom režima nakon rata u Hrvatskoj. Prvi broj tiskan je u Zagrebu 20. listopada 1945. godine, glavni urednik bio mu je Ivan Bernardić ↓4, Marija Radić bila je nakladnica a suradnici su također bili inž. Branimir Radić ↓5 i Božidar Sinković kao korektor. U skupini sveučilištaraca i srednjoškolaca koji su se okupljali oko Narodnoga glasa bio je poslije poznati hrvatski proljećar Jozo Ivičević. Marija Radić napisala je uvodnik, Naš prvi broj. Tiskan u 50.000 primjeraka Narodni glas odmah je bio rasprodan te je potom tiskano još 50.000 primjeraka, no tadašnje komunističke vlasti već su 23. listopada odredile privremenu zabranu raspačavanja i ocijenjeno je kako je "sadržaj prvoga broja u suprotnosti s nacionalnim i državnim interesima, jer je, kako je kazano, Narodni glas harangirao protiv stečevina NOB-a, širio laži i klevete, izazivao nacionalnu mržnju i propagirao rad neprijatelja". U raspravi kod javnog tužitelja, koja se održala 24. listopada u Okružnome narodnom sudu za grad Zagreb, i kojoj su u ime lista prisustvovali izdavač Marija udova Radić i glavni urednik Ivan Bernardić, sporna su bila i dva članka u kojima je bilo riječ o nepravednoj zamjeni novca, kojom se oštećivala Hrvatska te o sudbini dr. Vladka Mačka, kojega se, kako se u članku tvrdilo, usprkos njegovoj nedužnosti napadalo. Zabrana raspačavanja nije obeshrabrila pokretače lista te su počeli raditi na drugome broju koji je već bio spreman za tiskanje ali nikada nije bio tiskan.
Takav vid cenzuriranja, korištenjem radnika tiskare u odbijanju tiskanja, bio je, "koliko se zna, prvi slučaj primjene takve metode cenzure nakon 8. svibnja 1945., koja je zatim često korištena, čak i planirana ↓6."
Narodni glas čovječnosti, pravice i slobode nikada nije službeno zabranjen, no daljnje izlaženje bilo mu je onemogućeno.
Nakon toga Marija Radić nije javno politički istupala. Njezinu mirovinu iz 1928. godine, koju su kasnije poštivale sve vlasti, dobivala je i od novih vlasti ↓7 a 1948. godine, uz malu odštetu, oduzeta joj je Slavenska knjižara.

### Smrt i pokop
Marija Radić umrla je dne 17. lipnja 1954. godine i zbog svojih "nesumnjivih, i to krupnih zasluga za pokret sahranjena je u Arkadama na Mirogoju". Njezin pokop uz Stjepana Radića zabranio je Vladimir Bakarić, a dopušten je tek nakon što je obitelj poslala pismo izravno Josipu Brozu Titu.

## Poslijeratni progoni obitelji
Dne 22. kolovoza 1945. godine u Slavensku knjižaru upali su pripadnici Ujedinjenog saveza antifašističke omladine Hrvatske, zapravo skupina mladih komunista ili njihovih simpatizera, te su razbili slike Stjepana Radića i Vladka Mačka (čiji su lik izrezali iz slike) a 13. studenoga 1945. godine pred istom je knjižarom učinjen novi teroristički čin kada je eksplodirala eksplozivna naprava ili bomba.
Iako su mnogi članovi šire obitelji Stjepana i Marije Radić nakon Drugoga svjetskoga rata i dolaska komunista na vlast bili proganjani, uhićivani, saslušavani, suđeni i zatvarani udovica Stjepana Radića praćena je ali nije uhićivana i saslušavana.
Ostali članovi obitelji:
- Milici Vandekar Radić, ↓8 zabranjen je novinarski rad poradi istupa za vrijeme NDH.
- Vladimir Radić uhićen je i podignuta je optužnica, ali je povučena primjenom amnestije koja je proglašena za one koji su bez materijalne dobiti surađivali s okupatorom na kulturnom području i na temelju ocjene da ne igra nikakvu političku ulogu.
- Marija Radić, rođena Devčić, Vladimirova supruga, osuđena je radi organiziranja i slanja ljudi u križare (ljudi s kojima je imala veze nju su označili kao glavnog organizatora) na 12 godina lišenja slobode s prisilnim radom.
- Stjepan Radić ml., sin Vladimira i Marije Radić, uhićen je u siječnju 1946. godine kao malodobnik. Osuđen je 30. kolovoza 1946. godine na jednu godinu lišenja slobode radi veza s pojedincima koji su osuđeni kao križari. Kazna je, nakon molbe odvjetnika Ive Politea, pretvorena u uvjetnu.
- Inž. August Košutić ↓9 nalazio se u internaciji, odnosno u zatvoru od 1. listopada 1944. do 5. rujna 1946. godine. Saslušavan je, sastavljena je optužnica, ali nije suđen. Bio je i kasnije zatvaran.
- Mira Košutić je 1948. godine uhićena i saslušavana, ali nije suđena.
- Krešimir Devčić (1901. – 1970.) (drugi suprug Milice Radić, novinar, publicist i pravnik)[37] osuđen je 1945. godine na 6 godina zatvora.[38]

## Priznanja i spomen
- Počasna građanka Križevaca.[4]
- Spomen ploča s medaljom postavljena je, 17. lipnja 1991. godine, u Jurišićevoj br. 1, na zgradi u kojoj su nekada Stjepan Radić i njegova supruga Marija imali knjižaru.[39]
- Spomen ploča Mariji i Stjepanu Radiću postavljena je u crkvi svetog Norberta u Pragu, 23. rujna 2011. godine, na 113. obljetnicu njihova vjenčanja.[40][41]
- Od 2012. godine Hrvatsko-češko društvo dodjeljuje Nagradu “Marija i Stjepan Radić”, za iznimne zasluge za razvoj hrvatsko-čeških odnosa u cjelini.[42]
- Spomen ploča s reljefom Marije Radić, rad kipara Stjepana Divkovića, postavljena je na Dan žena 8. ožujka 2014. godine na zgradi u Mihanovićevoj 34 u Zagrebu gdje je Marija Radić umrla, u povodu 140. godišnjice njezina rođenja i 60. godišnjice smrti.
- Na inicijativu Danice Vukelić, vijećnice i predsjednice stenjevečke Organizacije žena Hrvatsko srce, u zagrebačkome gradskome naselju Španskom, 12. ožujka 2016. godine, jedna ulica dobila je naziv Ulica Marije Radić.[43]